# Échenilleur de la Sonde
Coracina larvata
Espèce
Statut de conservation UICN

 LC  : Préoccupation mineure
L'Échenilleur de la Sonde (Coracina larvata) est une espèce de passereau de la famille des Campephagidae.

## Répartition
On le trouve en Indonésie et en Malaisie.

## Habitat
Il habite les montagnes humides tropicales et subtropicales.

## Liste des sous-espèces
Selon Alan P. Peterson, cet oiseau est représenté par trois sous-espèces :
- Coracina larvata larvata (Muller,S) 1843
- Coracina larvata melanocephala (Salvadori) 1879
- Coracina larvata normani (Sharpe) 1887